# Arp 261
Arp 261 (również PGC 52935) – para powiązanych ze sobą grawitacyjnie galaktyk znajdująca się we wczesnej fazie połączenia. Arp 261 znajduje się w konstelacji Wagi w odległości 70 milionów lat świetlnych. Chaotyczna struktura tej pary galaktyk jest skutkiem zderzenia dwóch galaktyk.
W galaktyce tej zaobserwowano jedną supernową: SN 1995N.